# Seymour (miejscowość w hrabstwie Outagamie)
Seymour – miasto w Stanach Zjednoczonych, w stanie Wisconsin, w hrabstwie Outagamie.